# Stanisław Jankowski

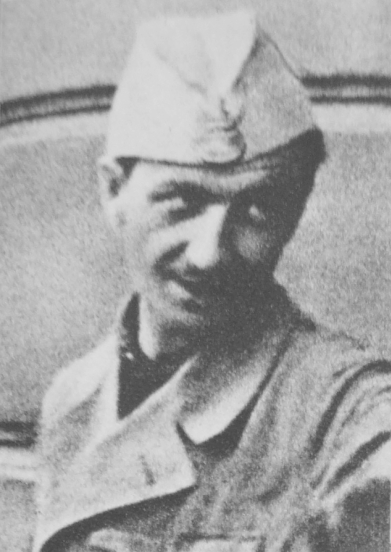
Stanisław Jankowski im August 1944

Stanisław Jankowski (* 29. September 1911 in Warschau; † 5. März 2002 in Warschau) war ein polnischer Offizier und Architekt. Im Zweiten Weltkrieg war er unter dem Pseudonym „Agaton“ bekannt. Während seiner Kriegsgefangenschaft war er der Adjutant des Oberbefehlshabers der Polnischen Heimatarmee, Tadeusz Bór-Komorowski. Nach dem Krieg war er einer der wichtigsten Architekten im Warschauer Wiederaufbau.

## Leben
Nach Abschluss des Gymnasiums im Jahr 1929 war Jankowski vor dem Krieg Student und Assistent der Architekturfakultät an der Warschauer Politechnika. Er gehörte der 1908 in St. Petersburg gegründeten polnischen Studentenverbindung Sarmatia an.

### Zweiter Weltkrieg
1939 wurde er bei Kriegsausbruch im damaligen Wilna als Offizier zur polnischen Armee eingezogen. Noch vor Einmarsch der Roten Armee in Litauen gelang ihm die Flucht nach Stockholm und von dort aus nach Frankreich. Im Juni 1940 erreichte er Plymouth. Am 21. Juni 1940 wurden sein Vater und Bruder in Palmiry von deutschen Einheiten hingerichtet. Jankowski meldete sich nun zu den polnischen Streitkräften im Westen. Zunächst wurde er als Leutnant der 1. Division der leichten Artillerie in St Andrews in Schottland stationiert. Nach einer Ausbildung beim High Course of Military Administration sprang er am 3. März 1942 im Rahmen der Operation „Collar“ mit einem Fallschirm in der Nähe von Wyszków über dem besetzten Polen ab. Von dort gelangte er nach Warschau, wo er der im Untergrund agierenden Polnischen Heimatarmee (AK) beitrat. Ab April 1942 organisierte er die AK-Abteilung Legalisierung und Technik (Wydział Legalizacji i Techniki, auch „WD-68“) unter dem Codenamen „Gajewski“, in der Ausweise und andere Dokumente gefälscht wurden. Die Tätigkeiten der Abteilung, die vorwiegend aus Architekten (darunter befand sich auch Piotr Biegański) bestand, wurden in Räumen der Architekturfakultät in der Ulica Koszykowa ausgeführt. In der Zeit bis 1944 benutzte Jankowski die Pseudonyme „Burek“ und „Kucharski“, ab 1944 dann „Agaton“.
Jankowski nahm zunächst als Mitglied der Radosław-Gruppe (Zgrupowanie Radosław) des Pięść-Bataillons am Warschauer Aufstand teil, später war er Hauptmann bei der Gruppe „Północ“. Nach der Niederschlagung des Aufstandes ging er in Kriegsgefangenschaft und wurde in das Offizierslager Nr. 73 nach Langwasser bei Nürnberg verbracht. Dort war er als Adjutant des ebenfalls gefangenen Generals Bór-Komorowski tätig. Im Mai 1945 wurde das Lager von US-amerikanischen Truppen befreit.

### Wiederaufbau Warschaus
Nach dem Krieg ging Jankowski zunächst nach England, wo er in Liverpool das Fach Stadtplanung studierte. Nach erfolgreichem Abschluss kehrte er nach Warschau zurück und arbeitete im Büro zum Wiederaufbau der Hauptstadt (BOS). Als enger Mitarbeiter von Józef Sigalin war er wesentlich an der Planung neuer Verkehrsstraßen (wie der Trasa W-Z) und der Errichtung des sozrealistischen MDM-Viertels beteiligt. Von ihm stammten auch die Richtlinien zur Entwicklung Warschaus des am 2. April 1947 vorgelegten Dreijahresplanes (1947 bis 1950).

### Arbeit im Ausland
Anfang der 1960er Jahre war Jankowski mit anderen polnischen Stadtplanern in Bagdad, um dort Konzeptionen für die Städte Mosul, Kerbela und Basra zu entwickeln. In den Jahren 1964/1965 leitete er den Wiederaufbau der von einem Erdbeben zerstörten Stadt Skopje im heutigen Nordmazedonien. Danach arbeitet er in Peru an Plänen zum Wiederaufbau der ebenfalls erdbenzerstörten Stadt Chimbote. Von 1975 bis 1977 war Jankowski für das Internationale Rote Kreuz tätig; in dieser Zeit plante er die Anlage von Notunterkünften für die nordvietnamesischen Opfer der Bombardierungen im Vietnam-Krieg.
Als Pensionär lebte Jankowski wieder in Warschau. Er verfasste mehrere Bücher und arbeitete für das Fernsehen. Er engagierte sich für die Errichtung eines Denkmals zur Erinnerung an den vormaligen Umschlagplatz am Warschauer Ghetto.

## Auszeichnungen
Stanisław Jankowski wurde mehrfach mit militärischen und zivilen Orden ausgezeichnet. So erhielt er den Orden Virtuti Militari, die Ritterauszeichnung des Orden Polonia Restituta, den Order Sztandaru Pracy (2. Klasse), das Kreuz des Warschauer Aufstands, mehrfach den Nationalen Kunstpreis (Państwowa Nagroda Artystyczna) sowie die Goldmedaille zum Wiederaufbau Warschaus. Im Jahr 1995 wurde er zum Ehrenbürger Warschaus ernannt.
In Warschau wurde außerdem ein kleiner Park nach ihm benannt – der Skwer Stanisława Jankowskiego Agatona.

## Werke (Auswahl)
- MDM – Marszałkowska 1730–1954, Czytelnik, 1955
- The Reconstruction of Warsaw, Liverpool University Press, 1957 (zusammen mit S. Dziewulski)
- Warsaw Rebuilt, Polonia, 1962 (mit weiteren Autoren)
- Warsaw, the city which refused to die, Research Institute on Environmental Development, Warschau 1976
- Z fałszywym ausweisem w prawdziwej Warszawie, Państwowy Instytut Wydawniczy, Warschau 1980
- diverse Artikel und Feuilletons in Zeitschriften und Zeitungen wie „Stolica“, „Przegląd Kulturalny“ oder „Życie Warszawy“